# Actium candidum
Actium candidum är en skalbaggsart som beskrevs av Thomas Casey 1894. Actium candidum ingår i släktet Actium och familjen kortvingar. Inga underarter finns listade i Catalogue of Life.